# Брэдли, Бен
Бенджамин Крауниншилд «Бен» Брэдли (26 августа 1921, Бостон — 21 октября 2014, Вашингтон) — американский журналист, главный редактор «The Washington Post» (1968—1991). Приобрёл известность во время Уотергейтского скандала, когда в «The Washington Post» были опубликованы первые материалы о расследовании, впоследствии приведшем к отставке президента Ричарда Никсона.
Также принимал участие в рассекречивании материалов Пентагона о вьетнамской войне.

## Биография
Родился в семье «бостонских браминов». Принадлежал к роду Крауниншилдов, представители которого известны своими успехами в морской навигации, политике и военном деле.
С 1942 по 1946 год служил в ВМС США в качестве офицера разведки на эсминце USS Philip, в составе экипажа которого участвовал в боевых действиях на Тихом океане.

### Смерть
В конце сентября 2014 года вследствие болезни Альцгеймера состояние здоровья Брэдли резко ухудшилось. Умер 21 октября в своём доме в Вашингтоне.

## Награды
В 2013 году Брэдли был удостоен высшей гражданской награды США — Президентской медали свободы. О том, что он удостоен награды, стало известно 8 августа, вручение состоялось 20 ноября 2013 в Белом доме.

## В массовой культуре
- Бен Брэдли выведен как персонаж романа «Вся президентская рать» Уильяма Голдмена. В одноимённом фильме в роли Брэдли выступил Джейсон Робардс.
- 4 декабря 2017 года на канале HBO состоялась премьера документальной картины режиссёра Джона Маджио «Репортёр. Жизнь Бена Брэдли» (англ. The Newspaperman: The Life and Times of Ben Bradlee)
- Брэдли стал главным героем фильма Стивена Спилберга «Секретное досье», где его роль исполнил Том Хэнкс.